# Myotis thysanodes
Myotis thysanodes — вид роду Нічниця (Myotis).

## Поширення, поведінка
країни проживання: Канада (Британська Колумбія), Мексика, США. В першу чергу живе на середніх висотах 1,200-2,150 м в пустелях, луках, лісах; був записаний на 2850 м у Нью-Мексико.